# Nyoman Masriadi
Nyoman Masriadi (* 1973 in Gianyar, Bali, Indonesien) ist ein indonesischer Maler.

## Leben
Masriadi erhielt seine Ausbildung am Indonesischen Institut für die Künste, dem Institut Seni Indonesia (ISI) in Yogyakarta auf Java. Er ist einer der ersten balinesischen Künstler, die sich von der traditionellen Malweise und den traditionellen Themen der Künstler seiner Heimatinsel entfernten. Er fand nach ersten Versuchen mit dem Kubismus seinen eigenen Stil, in welchem sich Straßenreklame, Karikatur und Graffiti mischen. Charakteristisch sind seine überlebensgroßen dunkelhäutigen Figuren, die einfachen Menschen Indonesiens.
Masriadi hat mit seinen Gemälden seit 2008 einen großen kommerziellen Erfolg, so wurde zum Beispiel im gleichen Jahr bei Sotheby’s in Hongkong eins seiner Bilder für mehr als eine Million Dollar verkauft.

## Werke
- The Man from Bantul (The Final Round)
- Fatman, Mixed Media.
- Attack from the Website
- Jago Kandang (Home Champion)
- Jangan Tanya Saya Tanya Presiden (Don’t Ask Me, Ask the President)

## Ausstellungen
- 2008 hatte er im Singapore Art Museum seine erste Einzelausstellung Black Is My Last Weapon.
- Der Künstler beteiligte sich an Gruppenausstellungen unter anderem in Australien, den Niederlanden, Ostasien und in seinem Heimatland.
- 2009: The Simple Art of Parody. Museum für Zeitgenössische Kunst Taipeh, Republic of China.
- 2010: New Directions. Museum of Contemporary Art Shanghai, Volksrepublik China.